# George Grigore
George Grigore, né le 2 février 1958, à Grindu (en), est un écrivain, traducteur, philologue, professeur universitaire et orientaliste arabisant roumain.

## Études
George Grigore est né le 2 février 1958, dans le village de Grindu (en). Il a fait des études de philologie ; en étudiant la langue arabe et la langue chinoise à la Faculté de Langues et Littératures étrangères à l’Université de Bucarest. En 1997 il passe son doctorat en philologie à la même université par la thèse « La problématique de la traduction du Coran en roumain ».

## Activité
En 2002, il fonde la collection Bibliotheca Islamica à la Maison d’Éditions Kriterion de Bucarest, comme éditeur et traducteur. Dans cette même collection il va publier, parmi d’autres, ses propres traductions des livres fondamentaux pour la culture islamique. Dès le début il se fait remarquer par sa traduction du Coran en roumain publiée pour la première fois en 2000, (traduction reprise dans maintes éditions, dont une édition bilingue arabe - roumaine, publiée à Istanbul en 2003). En 2001 il devient coéditeur de la revue Romano-Arabica, publiée par le Centre d’Études Arabes de l’Université de Bucarest.
Il a publié aussi des articles et des études sur le Coran, l’islam et sur des dialectes arabes (arabe bagdadien et l’arabe parlé à Mardin), en Roumanie et à l’étranger (Irak, Jordanie, Pays-Bas, Turquie, Maroc, Émirats arabes unis, Pologne, Grande-Bretagne, États-Unis, Tunisie, Espagne, Autriche etc.). 
À part les nombreuses traductions de l’arabe en roumain, il a traduit aussi des œuvres roumaines en arabe : en 1995 il a publié à Bagdad, une anthologie de poésie roumaine en arabe intitulée Kāna yağibu (Il aurait dû être), pour ce volume il a reçu le prix de l’Union des Écrivains Irakiens. Toujours à Bagdad il a publié la traduction en arabe d’une pièce de théâtre d’un des plus grands dramaturges roumains Marin Sorescu, Matca (Al-Mağrā). En 2002, il a publié au Liban Taghyān al-hulm (La Tyrannie du rêve) de Carolina Ilica.
Son activité pédagogique ne se résume pas aux cours qu’il enseigne à la Chaire de Langue Arabe de l’Université de Bucarest. Il a publié toute une série de livres qui ont comme but d’être des instruments pour l’apprentissage de la langue arabe pour les étudiants et également pour ceux qui veulent apprendre l’arabe et qui n’ont pas nécessairement une formation philologique. Cette série contient des dictionnaires, des guides de conversation, un manuel d’orthographe et de calligraphie arabe.
À part les études qui concernent le monde arabe, il est préoccupé par la langue kurde. Dans ce domaine, il a publié des nombreuses monographies.

## Travaux originaux et traductions

### Travaux originaux
- George Grigore, « L'arabe parlé à Mardin. Monographie d'un parler arabe périphérique' ». Bucarest : Maison d’Edition de l’Université de Bucarest, 2007,  (ISBN 978-973-737-249-9).

- George Grigore, « Problematica traducerii Coranului în limba română' » (La problématique de la traduction du Coran en roumain). Préface : Nadia Anghelescu. Bucarest : Ararat, 1997.

- George Grigore, « Ochiul lăuntric – perspective islamice asupra divinităţii » (L’œil intérieur – perspectives islamiques sur la divinité). Études et traductions : George Grigore, Bucarest : Herald, 2005.

- George Grigore, « Yazidiţii; Cartea Neagră, Cartea Dezvăluirii » (Les Yezidis. Le Livre Noir, Le Livre de la Révélation). Bucarest : Călin,1994.

- George Grigore, « Poporul kurd – file de istorie » (Le peuple kurde – pages d’histoire). Bucarest : Interprint, 1997

- George Grigore et Nicolae Dobrişan, « Dicţionar arab-român » (Dictionnaire Arabe-Roumain). Bucarest : Teora, 1998

- George Grigore, « Din arta culinară a Orientului arab » (De l’art gastronomique de l’Orient Arabe). Bucurest : Iacobi, 1991

- George Grigore, « Bucate arabe' » (Mets arabes). Préface : Vasilica Ghiţă-Ene, Bucarest : Călin, 1997.

- George Grigore şi Şêro Berazî, « Rêkêşa axaftina kurdî-romanî - Ghid de conversaţie român-kurd » (Guide de conversation kurde - roumain). Bucarest: Kriterion, 1998.

- George Grigore, « Ta‘allum al-lugha ar-rūmāniyya bidūn mu‘allim' » (Apprendre la langue roumaine sans enseignant). Beyrouth : Dār aš-šurūq, 2000.

- George Grigore, « Primăvară la Bagdad » (Printemps à Bagdad). Bucarest: Iacobi, 1991.

### Traductions de l’arabe en roumain
- « Coranul » (Le Coran). Préface, traduction de l’arabe et notes: George Grigore. Kriterion, 2000; 2002; Herald, 2005, 2007, 2009.

- « Coranul » (Le Coran) (Edition Bilingue Roumaine-Arabe). Préface, traduction de l’arabe et notes : George Grigore, Istanbul : Çağrı Yayınları,, 2003.
- Al-Ghazali, Firida luminilor (Le tabernacle des lumières). Préface, traduction de l’arabe et notes : George Grigore, en Le guide du derviche (avec Luminiţa Munteanu), Bucarest : Kriterion, 2001.
- Ibn Tufayl, Hayy bin Yaqzan. Préface, traduction de l’arabe et notes : George Grigore, Bucarest : Kriterion, 2001.
- Ibn Rushd (Averroes), Cuvânt hotărâtor (Discours décisif). Préface, traduction de l’arabe et notes : George Grigore. Postface : Teodoru Ghiondea, Bucarest : Kriterion, 2001.

- Badiuzzaman Said Nursi, Cuvinte (Mots). Traduction: George Grigore, Istanbul: Nesıl Yayınları, 2002.
- Ibn 'Arabi, Geneza cercurilor, Filiaţia spirituală (La Genèse des cercles, Filiation spirituelle). Préface, traduction de l’arabe et notes : Rodica Firănescu et George Grigore, Bucarest : Kriterion, 2003.
- ‘Ali bin Abi Talib, Nahğ al-Balāġa / Calea vorbirii alese (La voie de l’éloquence). Préface, traduction de l’arabe et notes : George Grigore. Cluj-Napoca : Kriterion, 2008
- Mahmoud Darwish, Sunt arab (Je suis Arabe). Poèmes traduits en roumain : George Grigore. Cluj-Napoca : Kriterion, 2009
- Poveşti irakiene (Contes irakiens), choisis et traduits de l’arabe irakien : George Grigore,. Bucarest : Coresi, 1993.

### Traductions du roumain en arabe
- Carolina Ilica, Tagiyan al-hulm; 13 qasidat hubb (La Tyrannie du rêve; 13 poèmes d’amour). Traduction du roumain en arabe : George Grigore, Naaman, Jounieh, Liban, 2002.
- Kana yagibu (Il aurait dû être), Anthologie de la poésie roumaine. Traduction du roumain en arabe : George Grigore et K. O. Al-Amiri. Bagdad : Al-Ibda', 1995.
- Marin Sorescu, Matca – Al-Majra (La matrice). Traduction du roumain en arabe : George Grigore et K. O. Al-Amiri. Bagdad : Al-Ibda', 1997.